# Vokounka (lom)
Vokounka (též někdy nazývaný Vokoun) je opuštěný vápencový lom nacházející se na rozhraní katastrů pražských městských částí Řeporyje a Holyně na pravém břehu Dalejského potoka naproti zaniklé vápence Biskup, Kvis a Kotrba. 

## Popis přístupu
Lokalita je celoročně volně přístupná z východního konce řeporyjské ulice Mládkova, kde se tato rozšiřuje do malého náměstí situovaného před ruinami bývalého průmyslového areálu v Praze 5-Řeporyjích. Kolem jižní hrany malého náměstí vede železniční trať Praha-Smíchov – Rudná u Prahy – Beroun. Na protější straně této železniční trati se nachází vstupní otvor krátké dopravní školy pro úzkokolejnou železnici – malodrážku – (na turistické mapě je označena jako Tunel do starého lomu). Štola je dlouhá pouhých 50 metrů, vede jihovýchodním směrem, lze ji projít bez použití svítilny a na jejím druhém konci je již dno jámového lomu Vokounka.

Dopravní štola lomu Vokounka
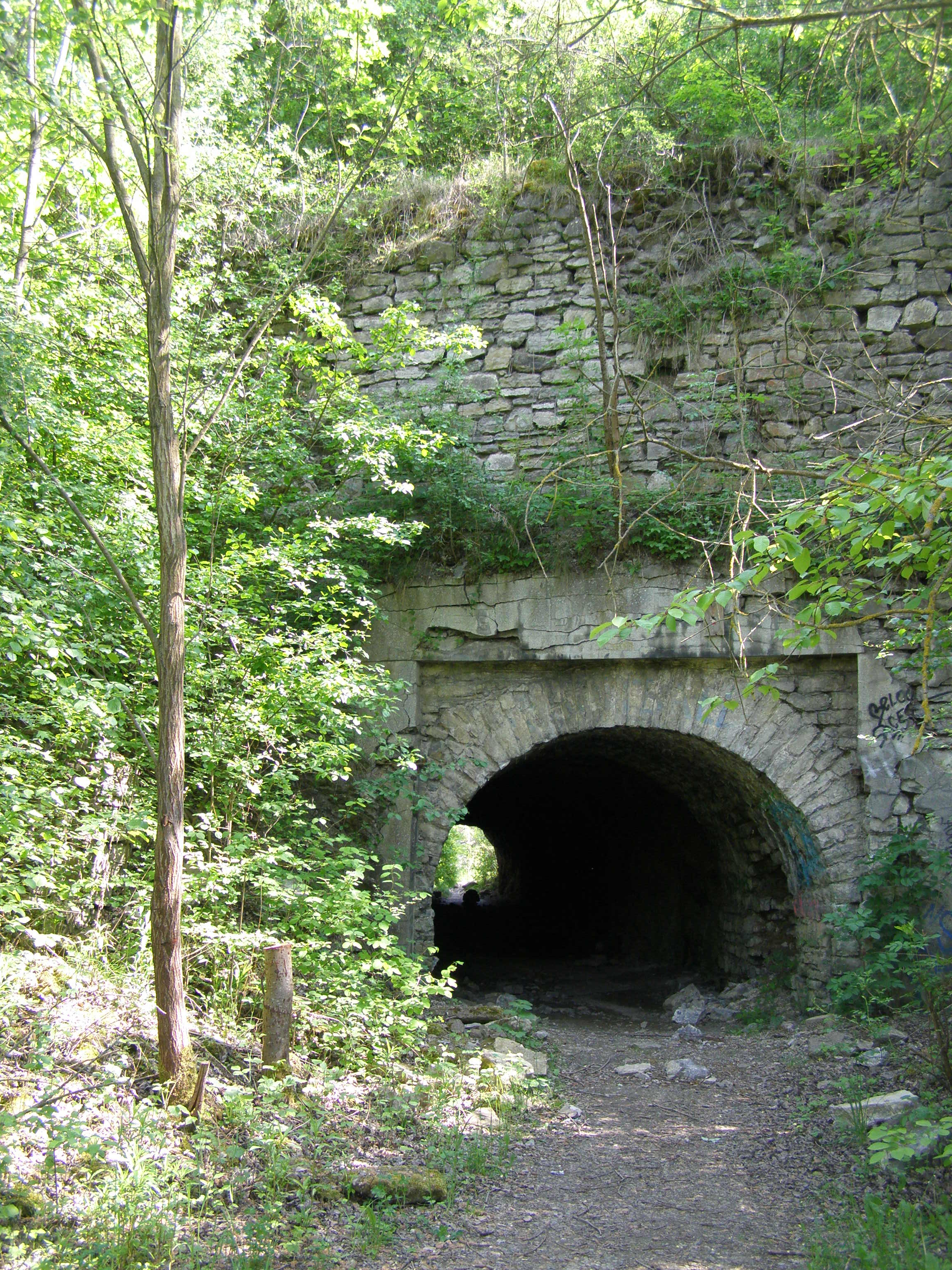
Pohled na vstup do štoly z místa od železniční trati
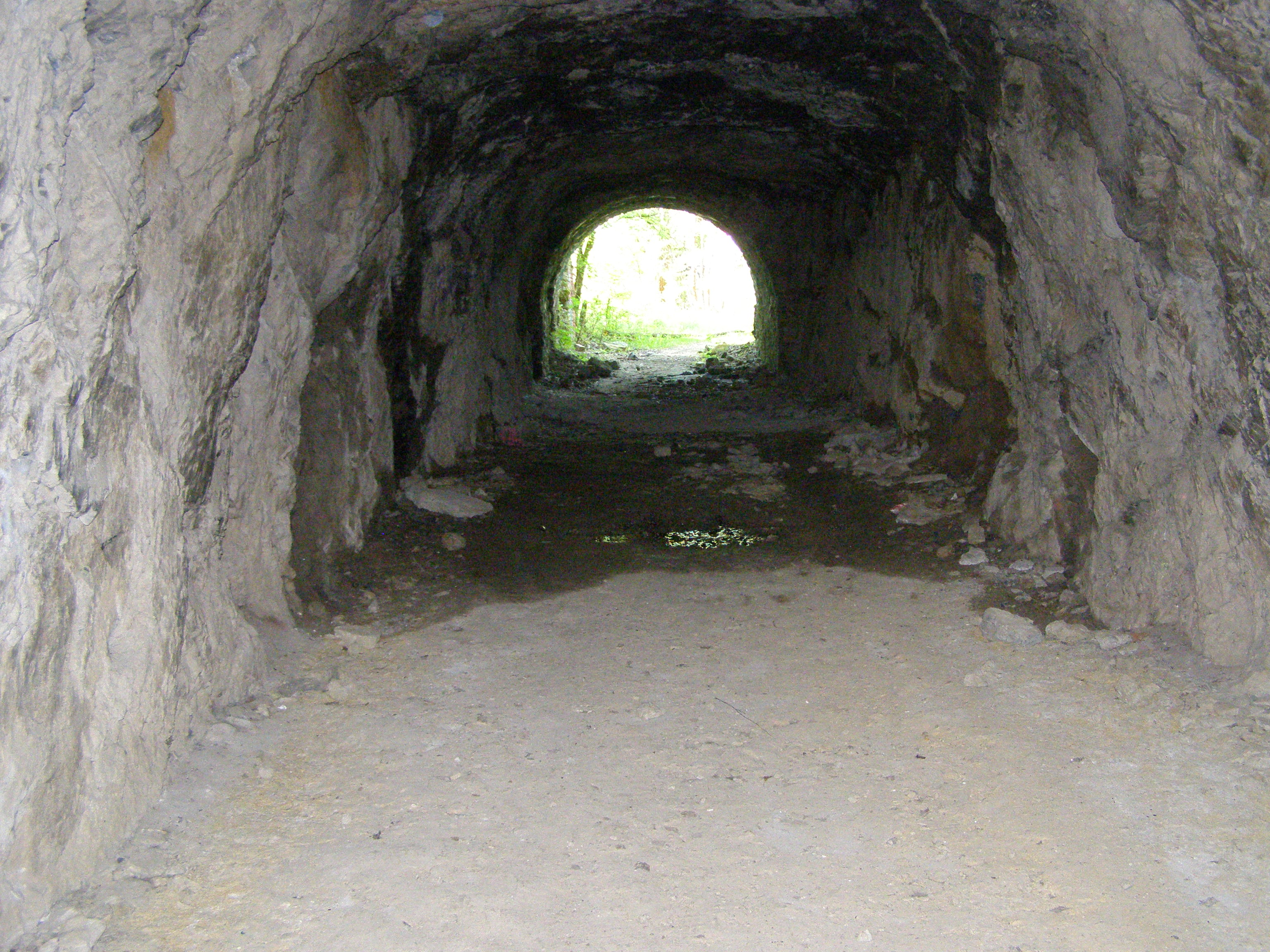
Uvniř štoly
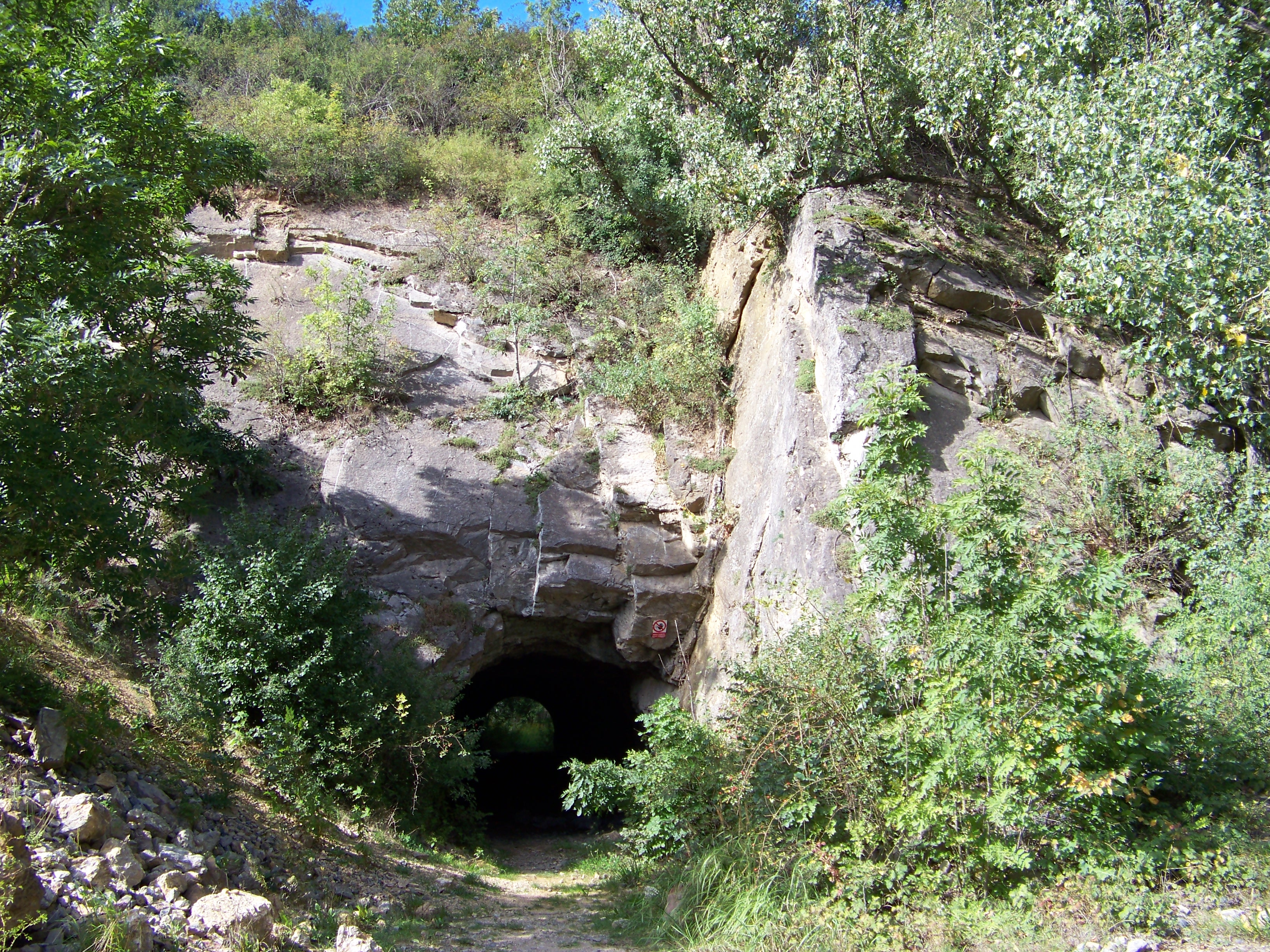
Pohled na vstup do štoly ze dna lomu

## Historie

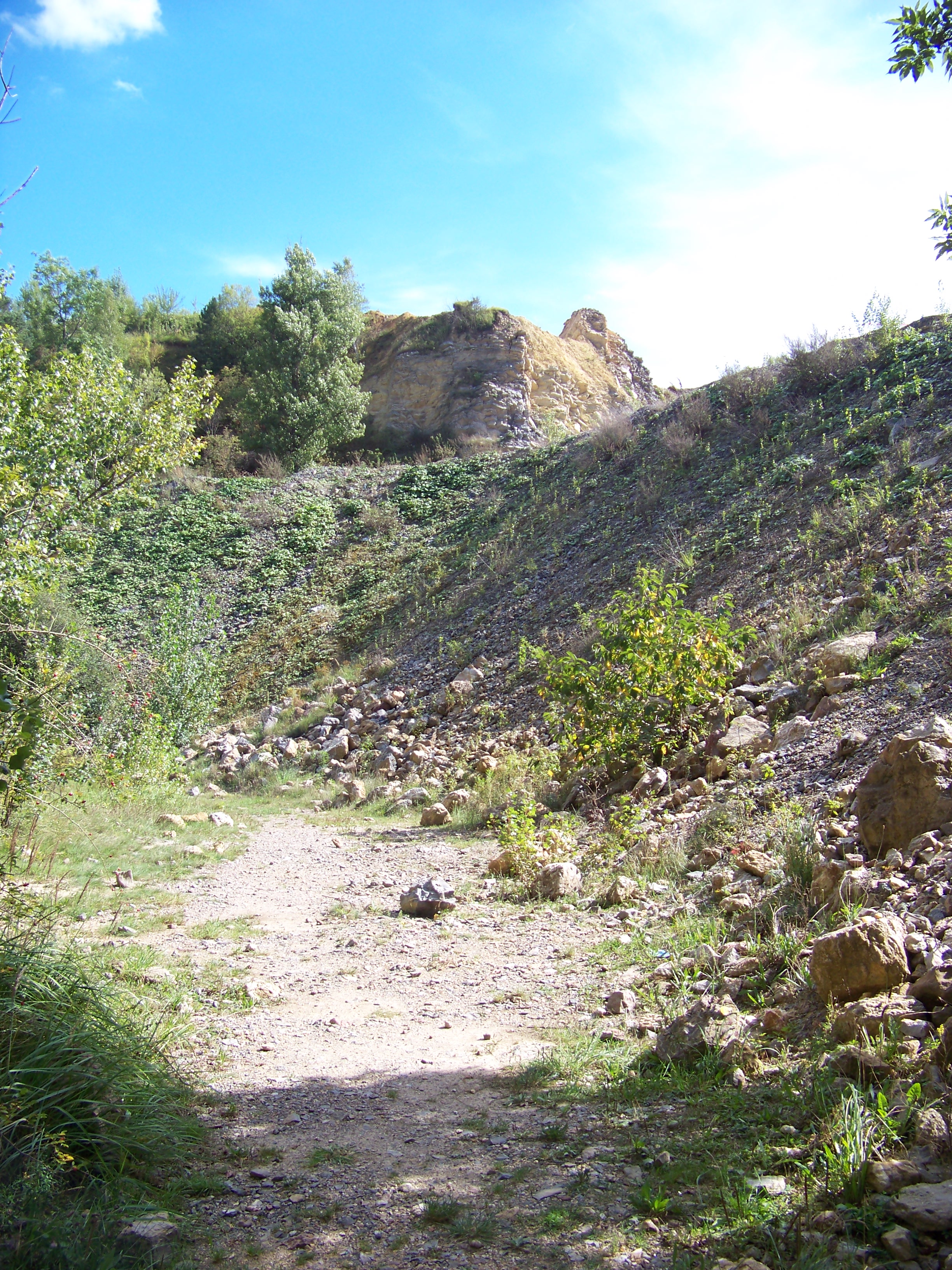
Vysoký násep z kamení a hlušiny odděluje Vokounku od lomu Požáry II

Lom Vokounka vznikl v roce 1951, kdy byl spojen průkopem s nádvořím průmyslového areálu v Praze 5-Řeporyjích. Po roce 1955 byl lom Vokounka dodatečně zkolaudován (společně s již dříve otevřeným lomem Rokel, resp. Rokle, který na Vokounku navazoval na východní straně jejího areálu). Značný rozvoj těžby vápence nastal v lomu po roce 1955 a trval až do roku 1971, kdy vápenka ukončila svůj provoz. Na západ od Vokounky se nacházely jámové lomy Požáry II a Požáry I. V nich se těžilo moderním způsobem a vápenec se dopravoval pomocí automobilů. Těžba vápence v lomu Požáry I byla ukončena před začátkem druhé světové války; v západní části lomu Požáry II se přestalo těžit koncem 40. let 20. století. (lomy dodávaly surovinu pro cementárnu v Lochkově). I po tomto termínu byla východní část lomu Požáry II využívána k těžbě a postupem času došlo k tomu, že těžební aktivita pohltila i západní část lomu Vokounka. V současnosti (rok 2023) je západní hrana vegetací zarostlé Vokounky oddělena od prašného areálu lomu Požáry II vysokým náspem z kamení a hlušiny. 
Termín definitivního ukončení těžby kameniva v lomu Vokounka je obtížně zjistitelný. Ještě před sametovou revolucí se v deníku Rudé právo z března 1989 uvádělo, že se v lomu Vokounka u Řeporyj těží vápenec a že jeho tamní zásoby je třeba „vydobýt“ (tj. dovytěžit) a zpracovat jej hlavně na štěrk a že je zde vytěžený materiál také používán při výstavbě Jihozápadního Města. Čtenáři byli zároveň ubezpečováni, že „těžba a všechny práce s ní spojené se dělají v souladu s ochranou přírody a pod přísným dohledem státní ochrany přírody.“ Byl zde i příslib odkrytí dalších velice cenných geologických profilů, které dosud nebyly vidět a které by těžba mohla pravděpodobně odhalit. Zároveň autor téže stati konstatoval v rozhovoru s RNDr. Jiřím Křížem, CSc. (členem jakési odborné subkomise pro realizaci přírodního parku Prokopské údolí), že jeden z vytěžených lomů by se měl změnit ve „skládku inertního materiálu“, přičemž se počítalo s rekultivací části lomu Vokounka. Zde měl být umisťován nejedovatý a nerozpustný materiál z bouraček objektů staré zástavby a především i materiál vytěžený při stavbě pražského metra.
Zdroj (vydaný v roce 2001) uvádí, že těžba vápence coby kameniva v lomech Vokounka a Požáry pokračovala i po tomto datu. Jiný pohled na lomy Vokounka a Rokel uvádí zdroj v souvislosti s historickým vápencovým lomem Mušlovka, který se nachází rovněž v katastru Řeporyj a sice severním směrem od Vokounky ve vzdálenosti asi 250 metrů vzdušnou čarou. V lomu Mušlovka probíhala těžba kvalitního vápence asi od druhé poloviny 19. století do 30. let 20. století a po dokončení zdejší těžby byla Mušlovka částečně zavezena odpadem z nedalekých vápencových lomů Vokounka a Rokel.

## Cesta vzhůru lomem
Po vstupu do lomu dopravní štolou se po levé straně nachází do svahu vedoucí kamenitá cestička (nejspíš zbytek svážné) z obou stran zarostlá nálety (z ní je dostupná kalcitová jeskyně). Tato vzhůru stoupající úzká pěšina se zařezává do severního „vnitřního“ svahu lomu Vokounka. Při pohledu jižním směrem se z ní otevírají pohledy do dna lomu. V závěru se cesta rozšiřuje do malebného plácku obklopeného ze všech stran zelení. Z východního okraje tohoto plácku je možno zhlédnout ruiny technických budov nacházející se mezi severním „vnějším“ okrajem lomu a železniční tratí. Z plácku vede dále vzhůru západním směrem strmá cesta zakončená srázem, z něhož se naskýtají pohledy do lomu Požáry II a na vzdálené jezero v jeho západní části.[zdroj?]

Stezka vzhůru lomem Vokounka
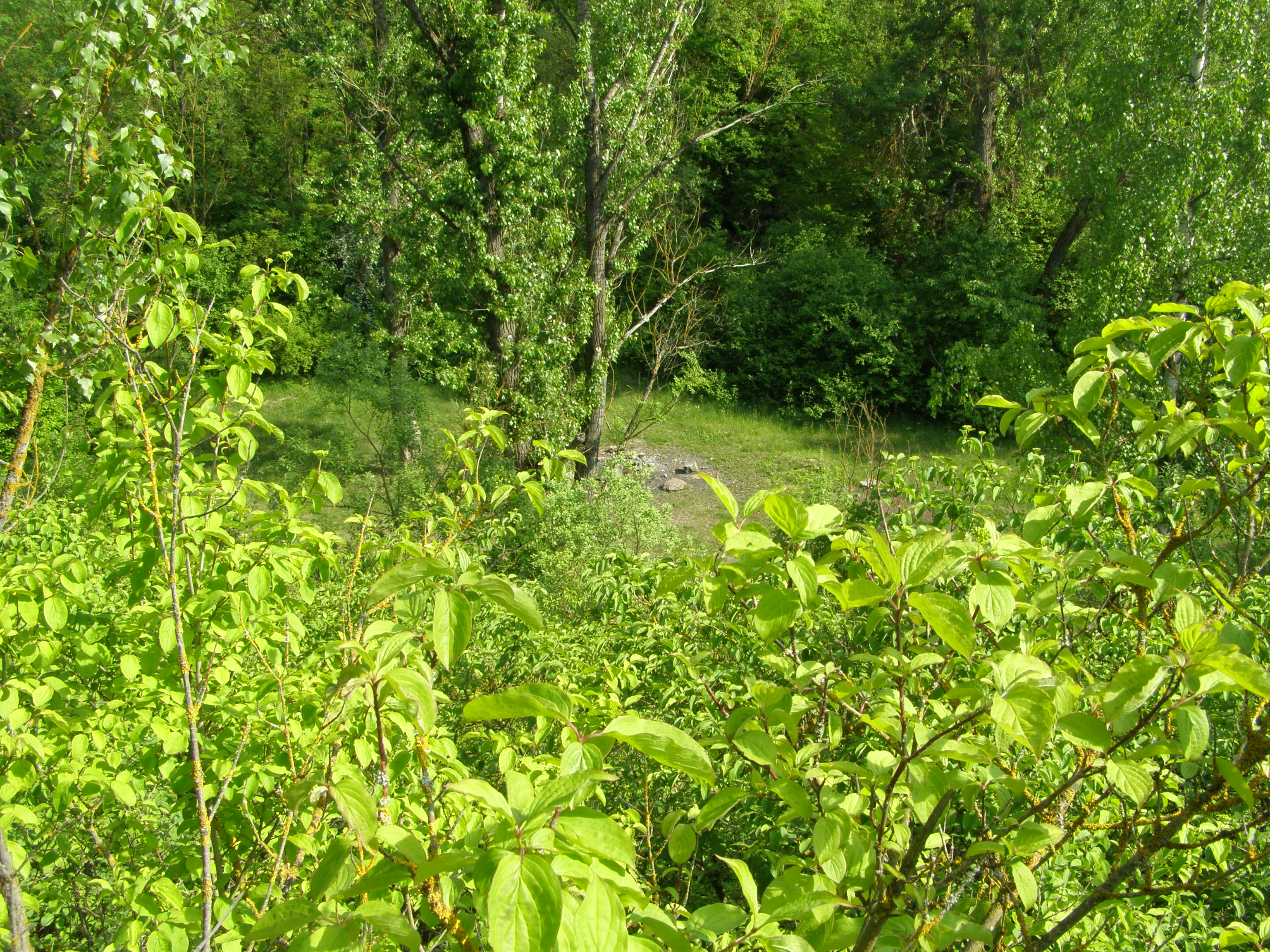
Dno lomu ze stezky
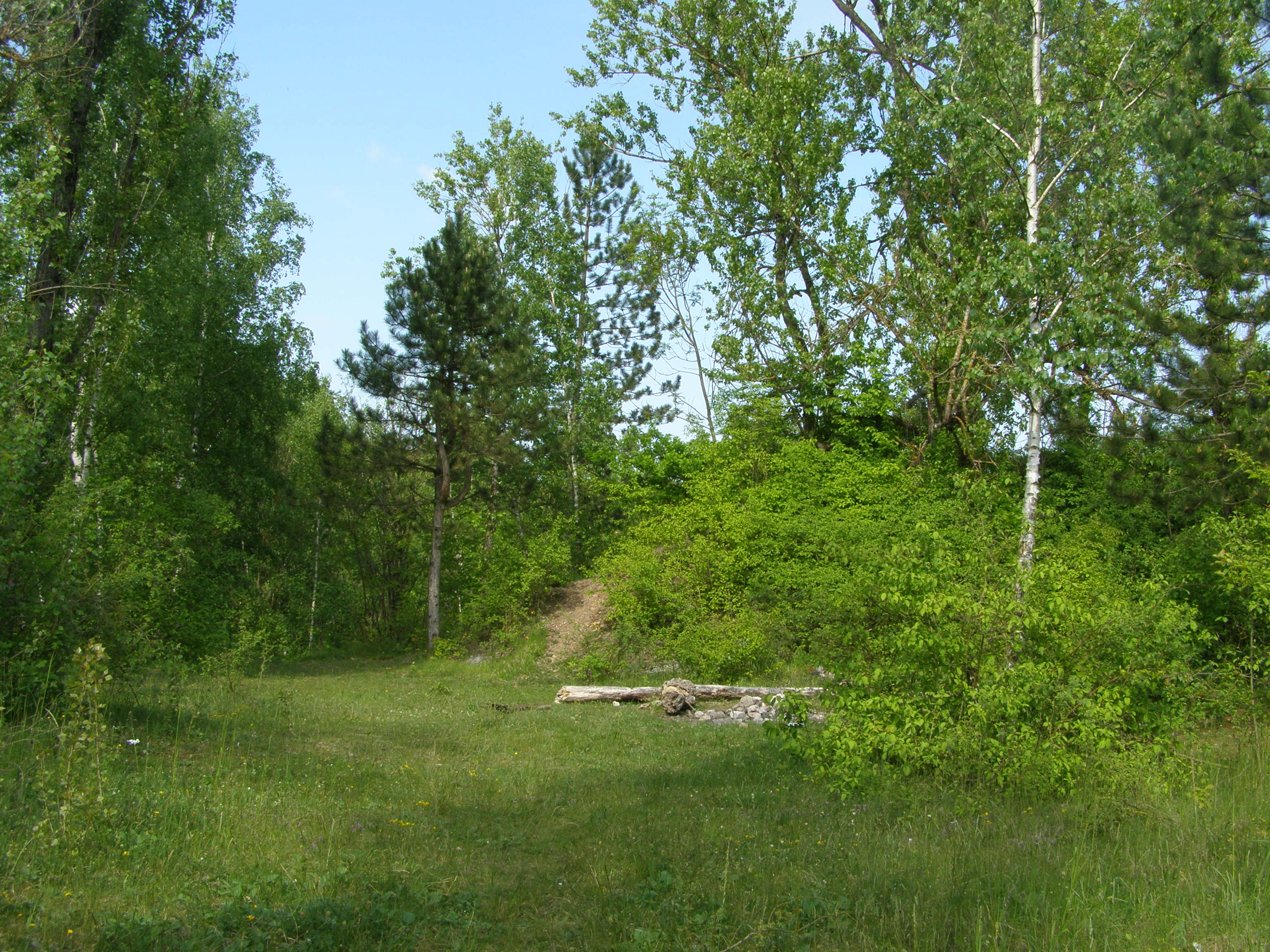
Zelený plácek na konci stezky
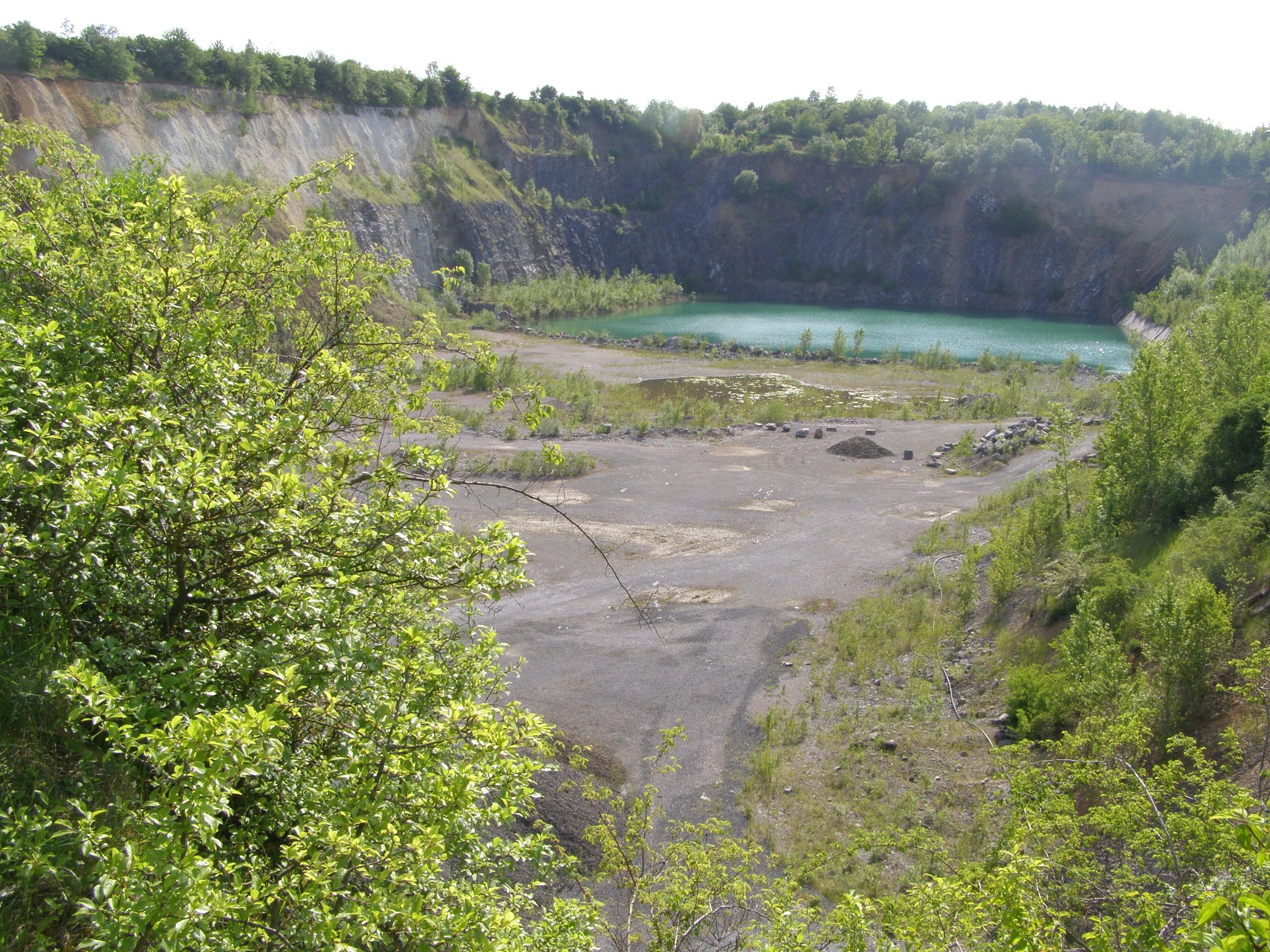
Pohled do lomu Požáry II z nejvyššího bodu stezky

## Kalcitová jeskyně
Malá kalcitová jeskyně se nachází v severním „vnitřním“ svahu lomu Vokounka. Po vstupu do lomu dopravní štolou se po levé straně nachází do svahu vedoucí kamenitá cestička (nejspíš zbytek „svážné lomové cesty“) z obou stran zarostlá nálety. Po asi 20 metrech chůze do kopce po této pěšině se na levé straně ve svahu nalézá výrazný strom s předsunutým balvanem. Kalcitová jeskyně je nad balvanem. Jeskyně není zcela přirozeného původu, je velice mělká (spíše jen jakási vyhloubenina); na stěnách obsahuje bílé a hnědorůžové drúzy kalcitu a v sypké suti na dně (a před vchodem do jeskyně) je možno nalézti (a sesbírati) drobné úlomky kalcitových krystalků.[zdroj?]

Kalcitová jeskyně v lomu Vokounka
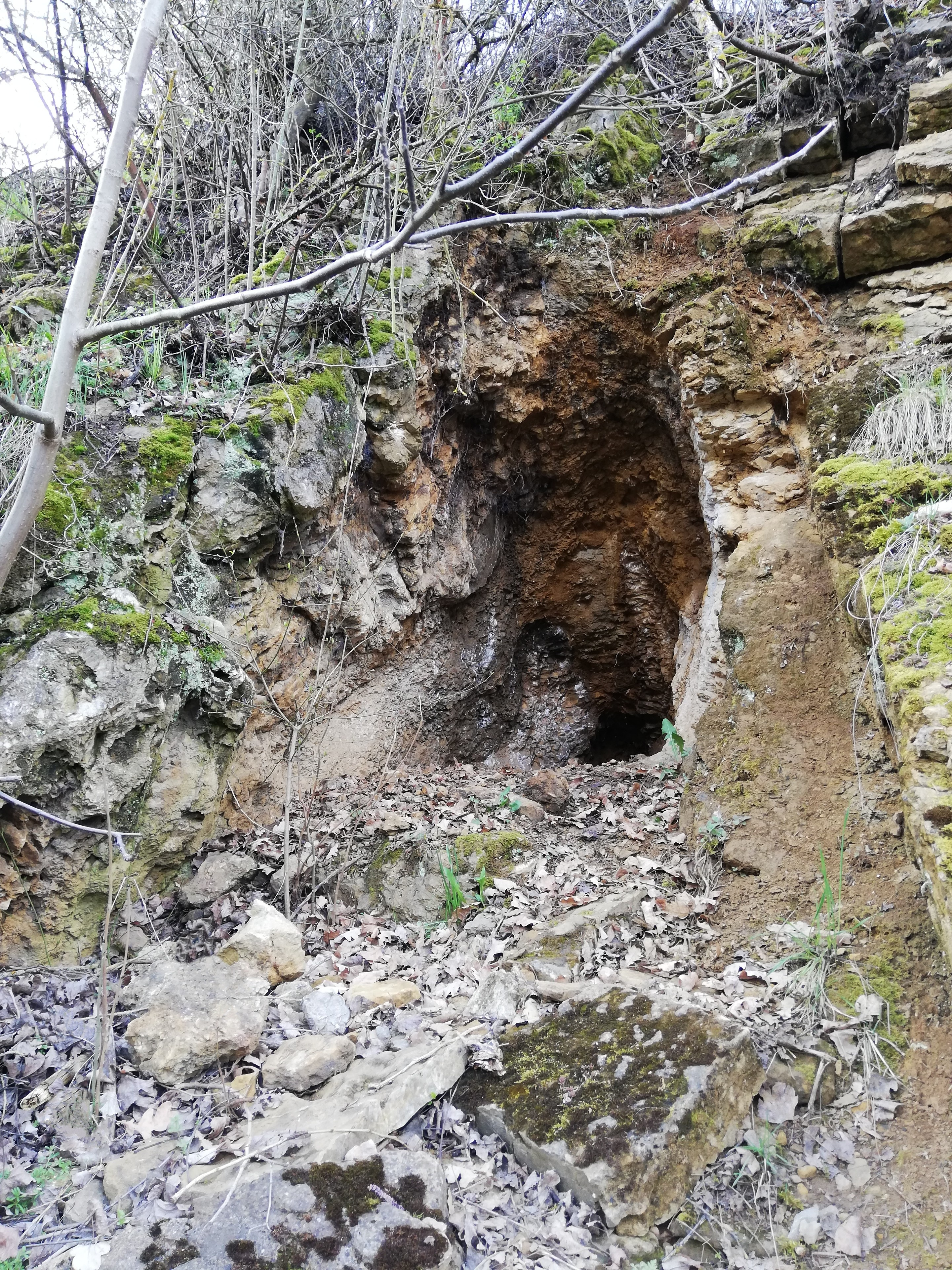
Celkový pohled
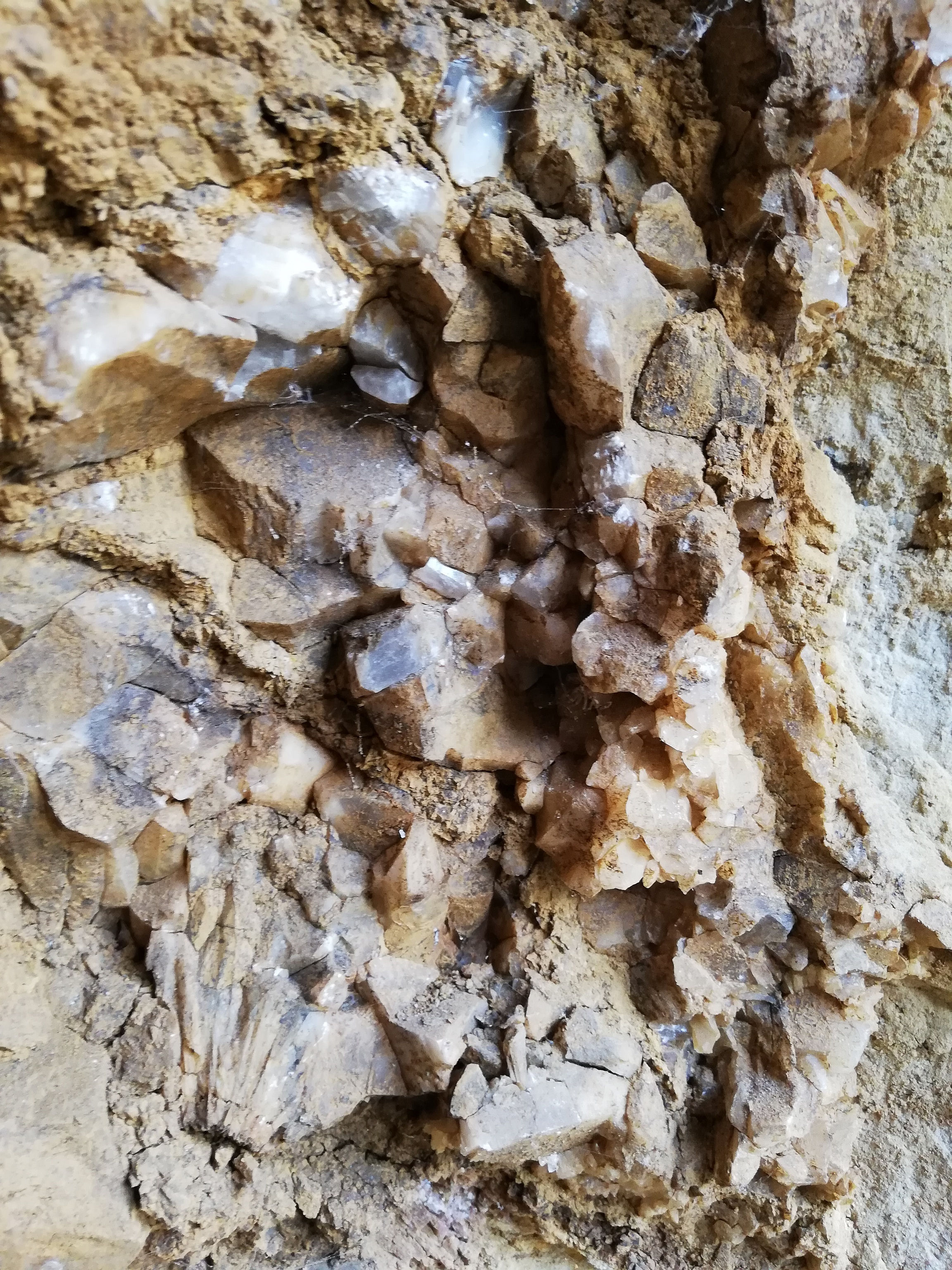
Detail kalcitové drúzy
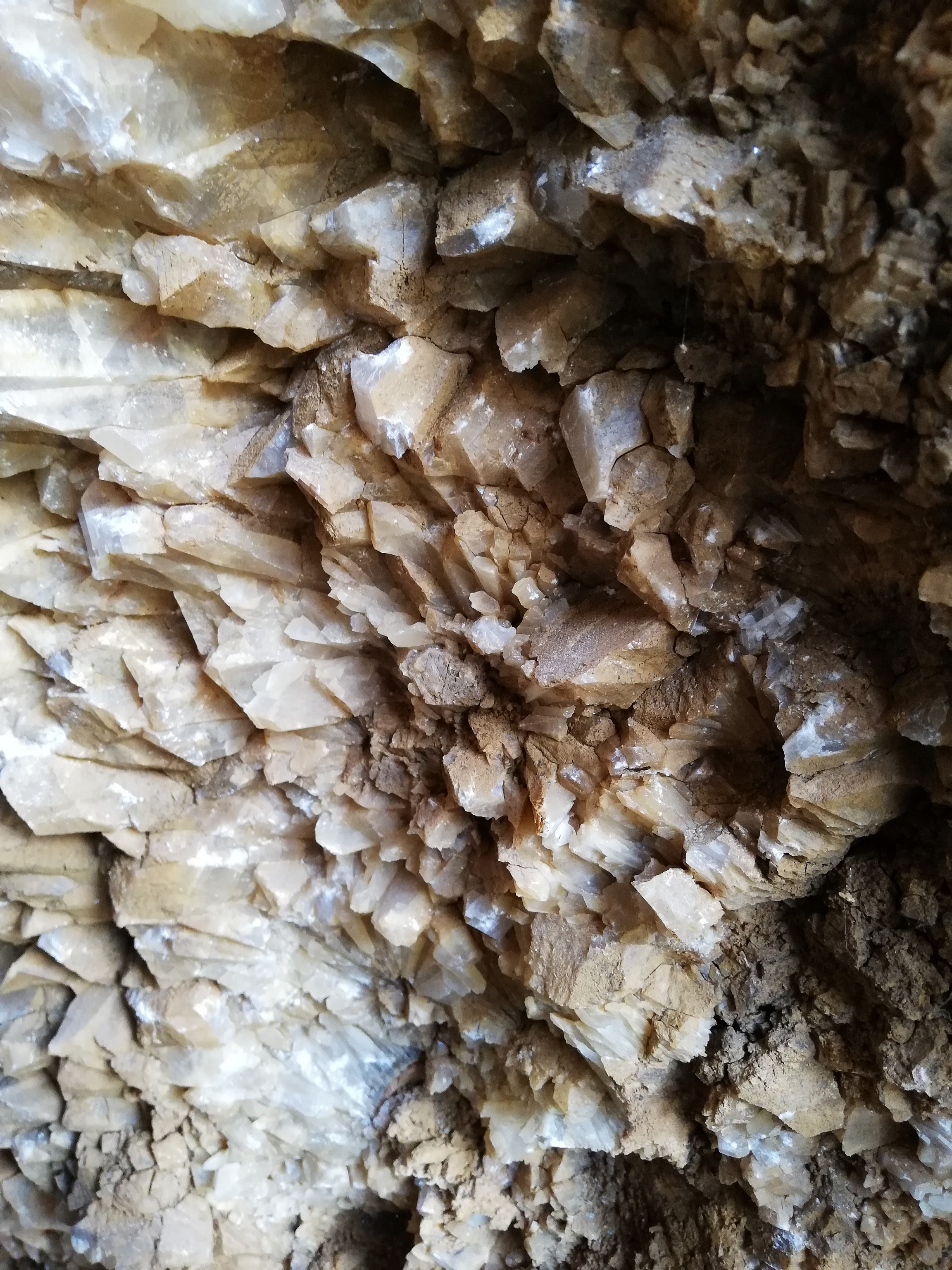
Detail kalcitové drúzy

## Ruiny objektů
Mezi železniční tratí a vnější severní okrajovou stěnou lomu Vokounka se nachází několik ruin technických budov. Další ruina menší čtvercové budovy (jen neúplné obvodové zdi) je na levé straně těsně po opuštění Vokounky dopravní štolou, tedy mezi železniční tratí a vstupním portálem „tunelu“.[zdroj?]

Ruiny technických budov mezi Vokounkou a železniční tratí
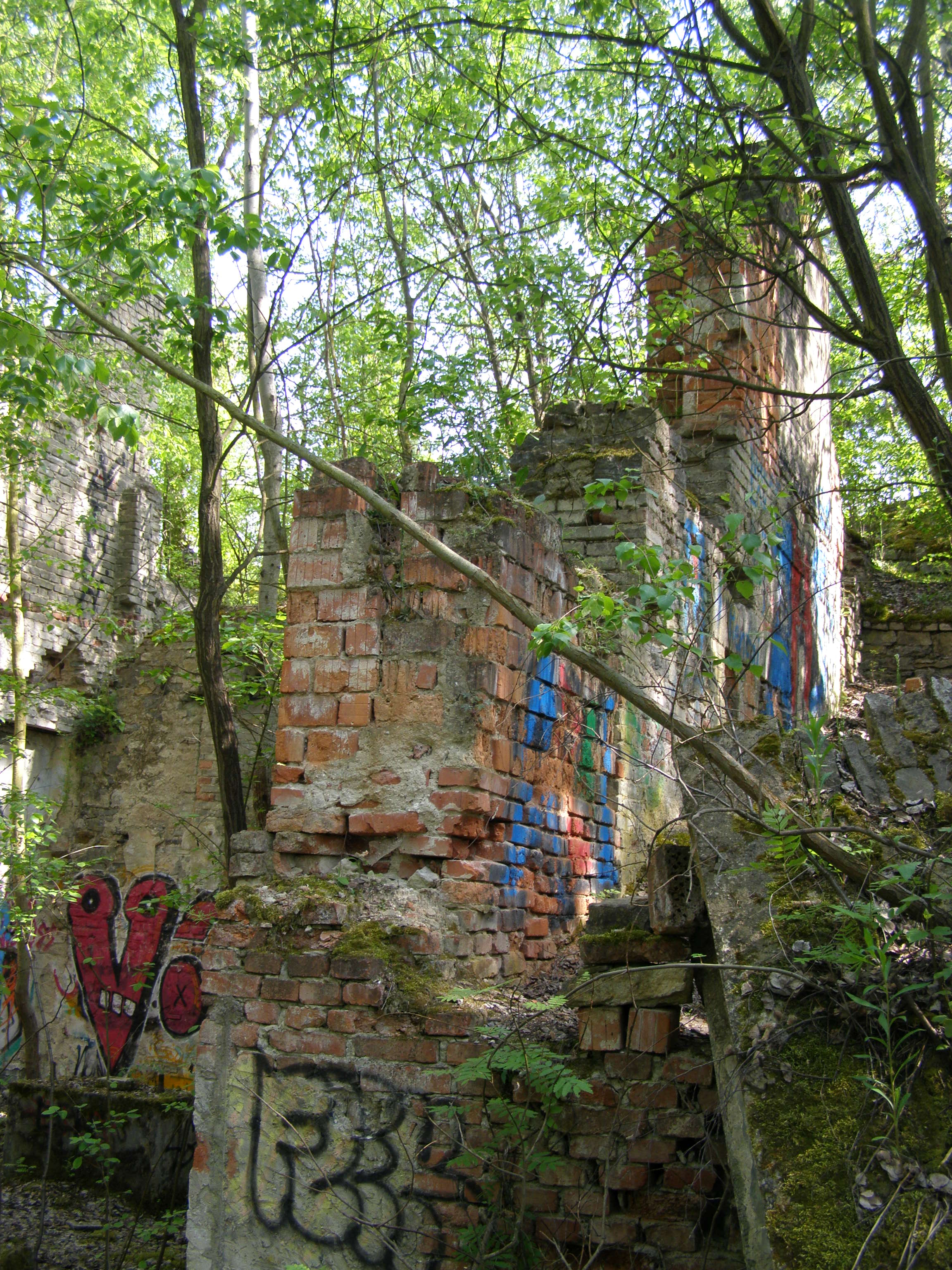
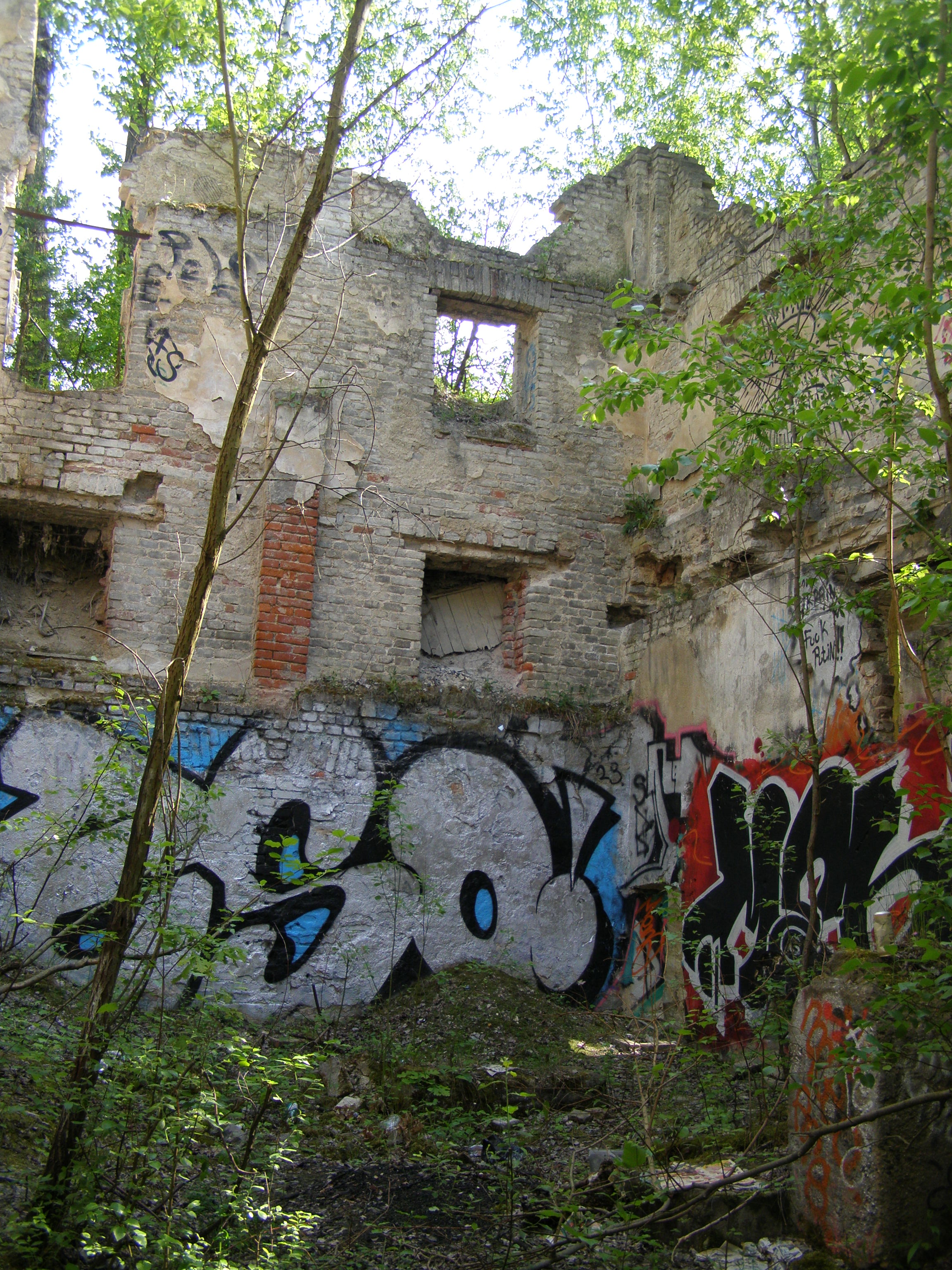
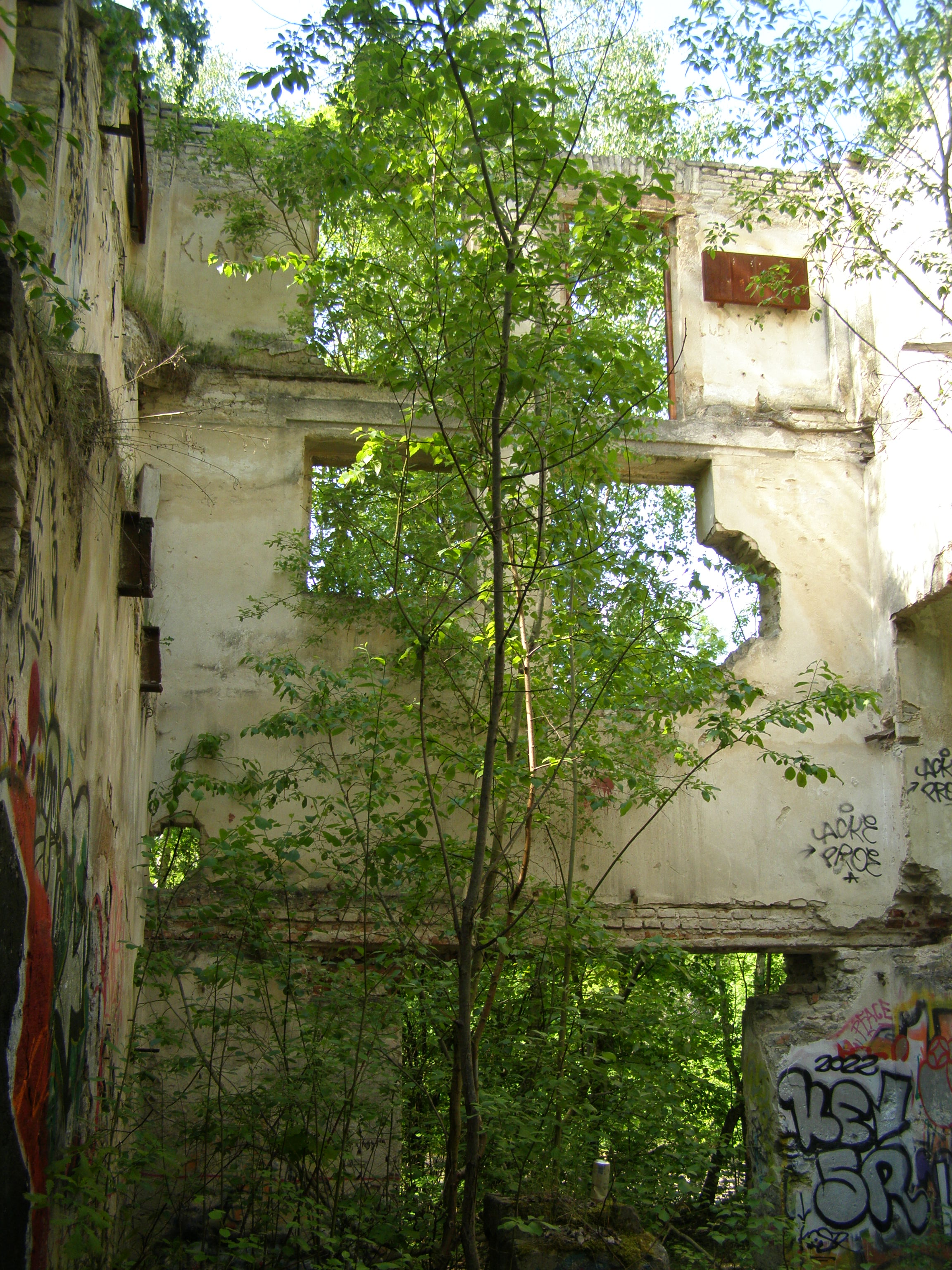
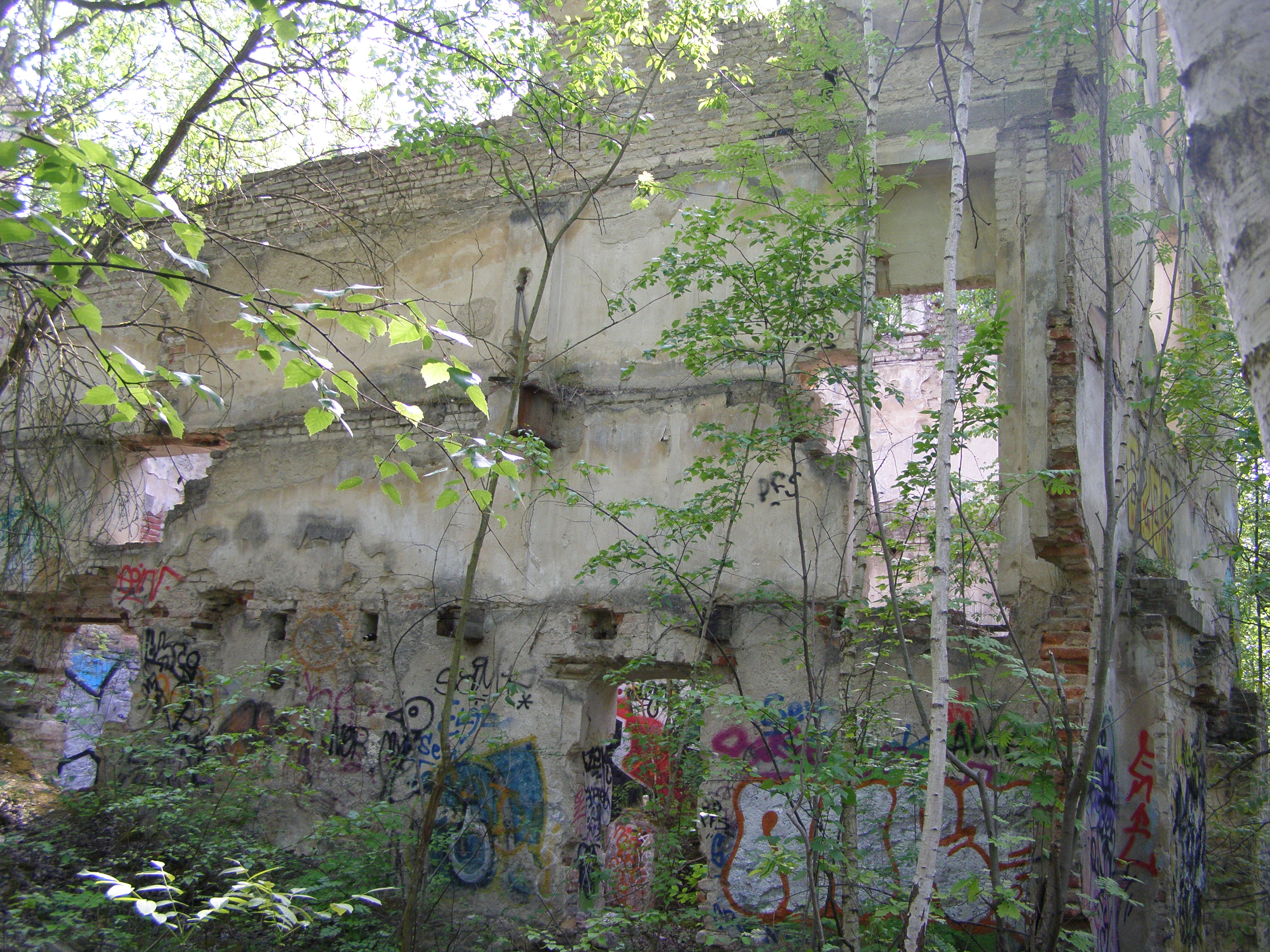

## Hellboy
Ve východní části lomu Vokounka postavili filmaři na jaře roku 2003 kulisy pro natáčení některých scén do amerického fantasy filmu Hellboy, který se natáčel v Praze. Byla to především velká kašírovaná ruina jakéhosi chrámu (postavená na nízkých dřevěných kůlech) doplněná ještě dalšími filmařskými objekty a „torzy“ (některá z nich se nacházela porůznu rozptýlena i v dalších místech lomu Vokounka). Po filmování všechno technici pečlivě odstranili a krátce nato už nezbyly po této filmařské aktivitě v lomu Vokounka žádné stopy.[zdroj?]

Kulisy pro natáčení scén filmu Hellboy
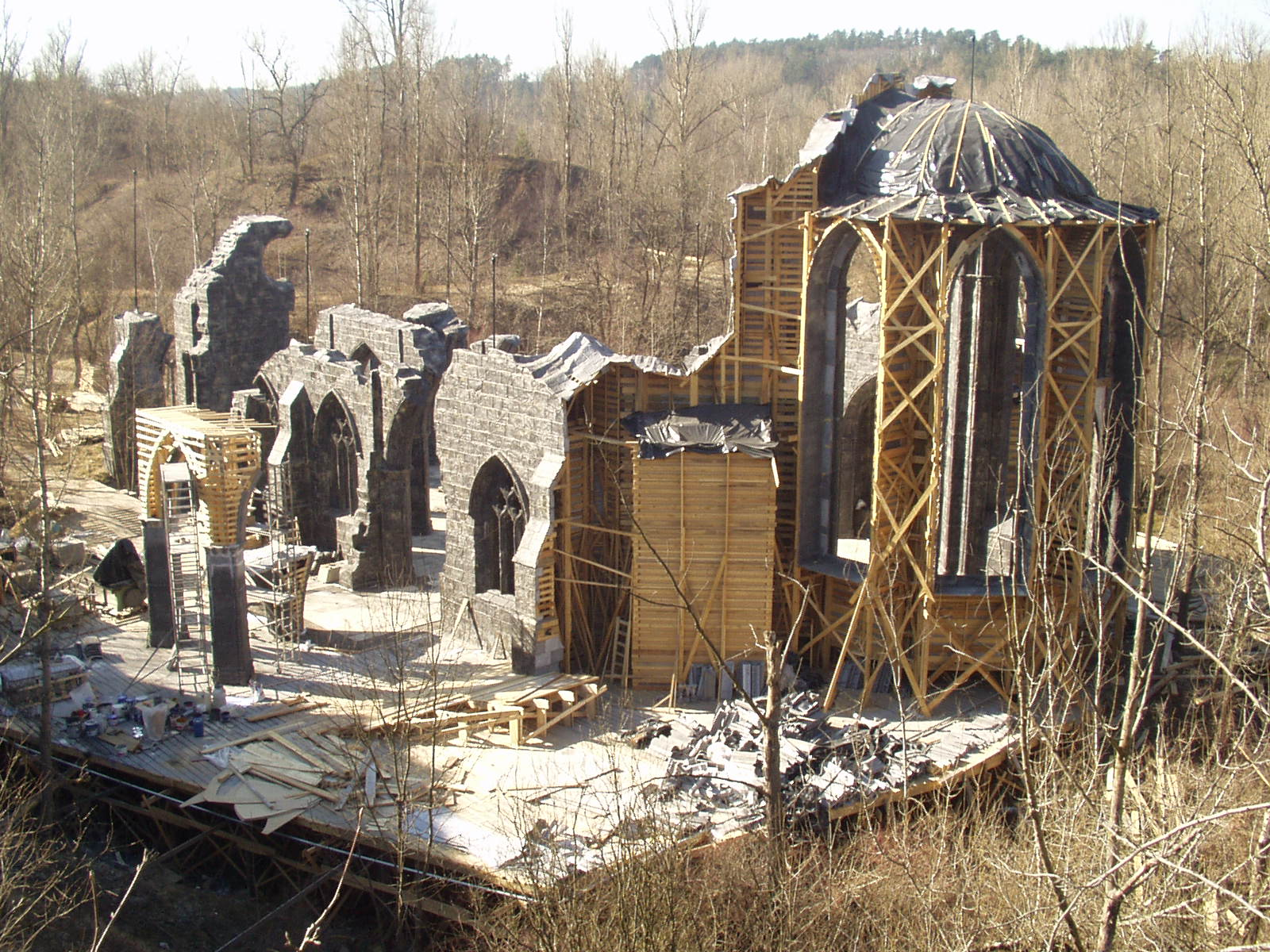
Celkový pohled
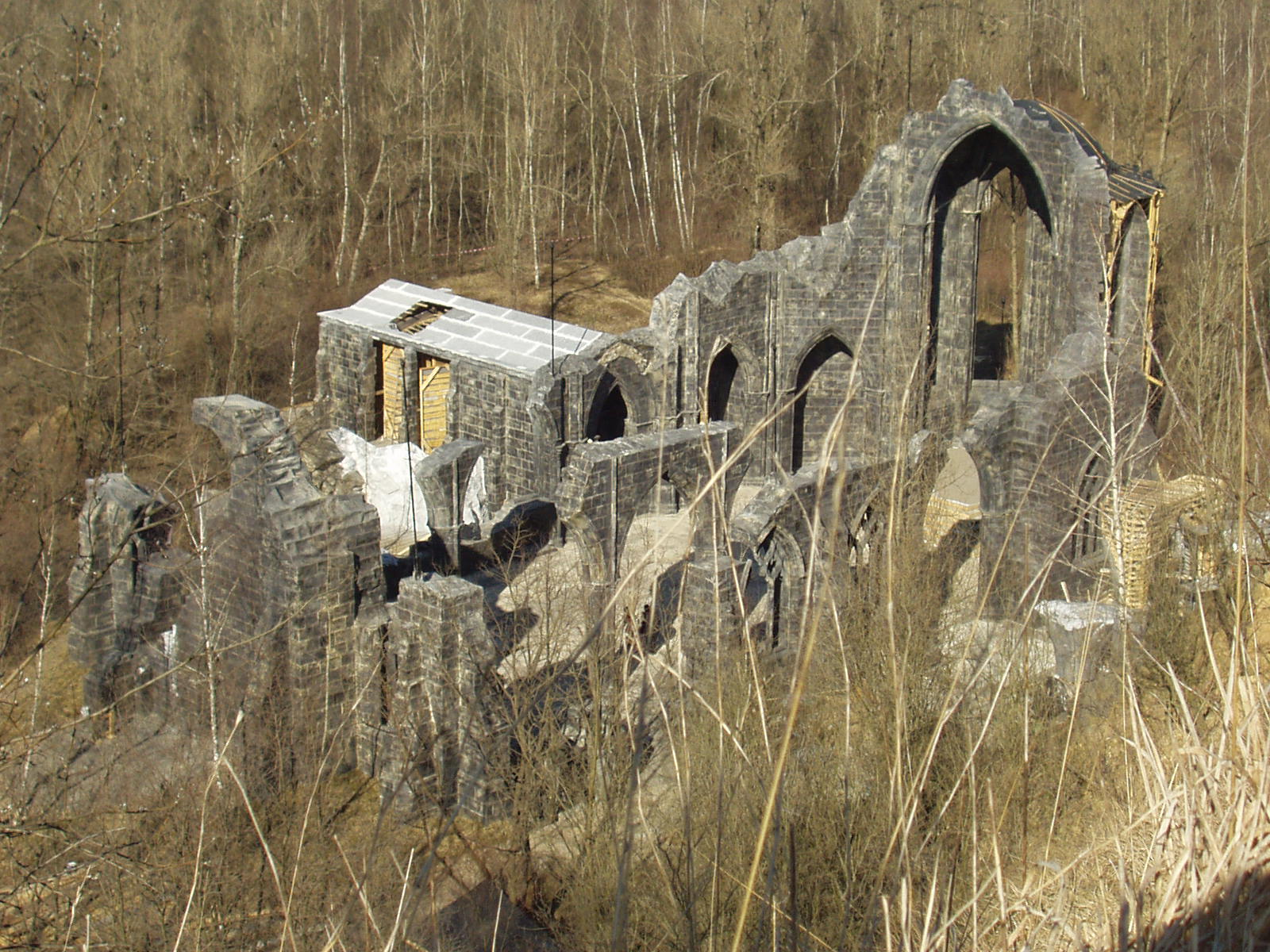
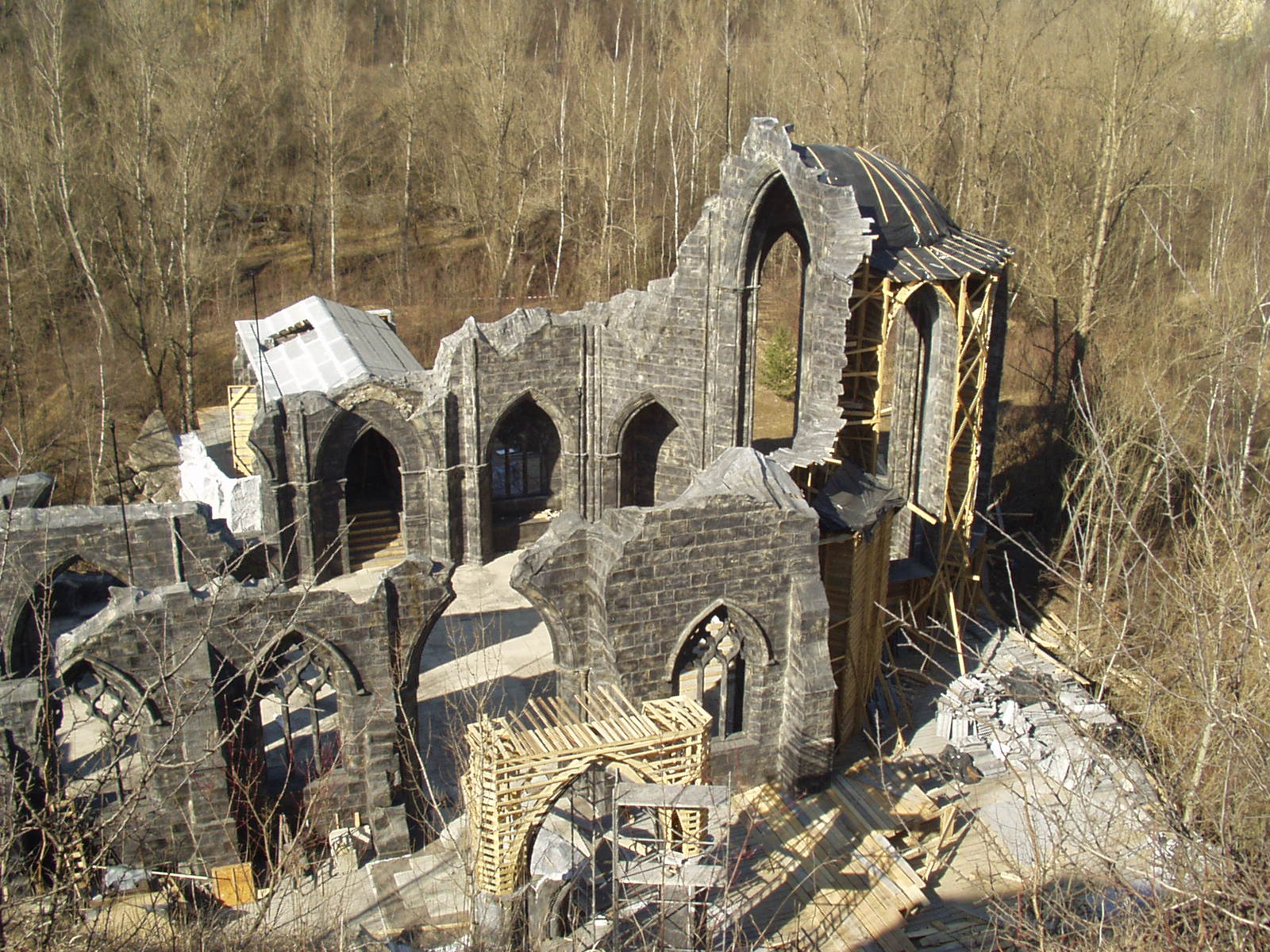
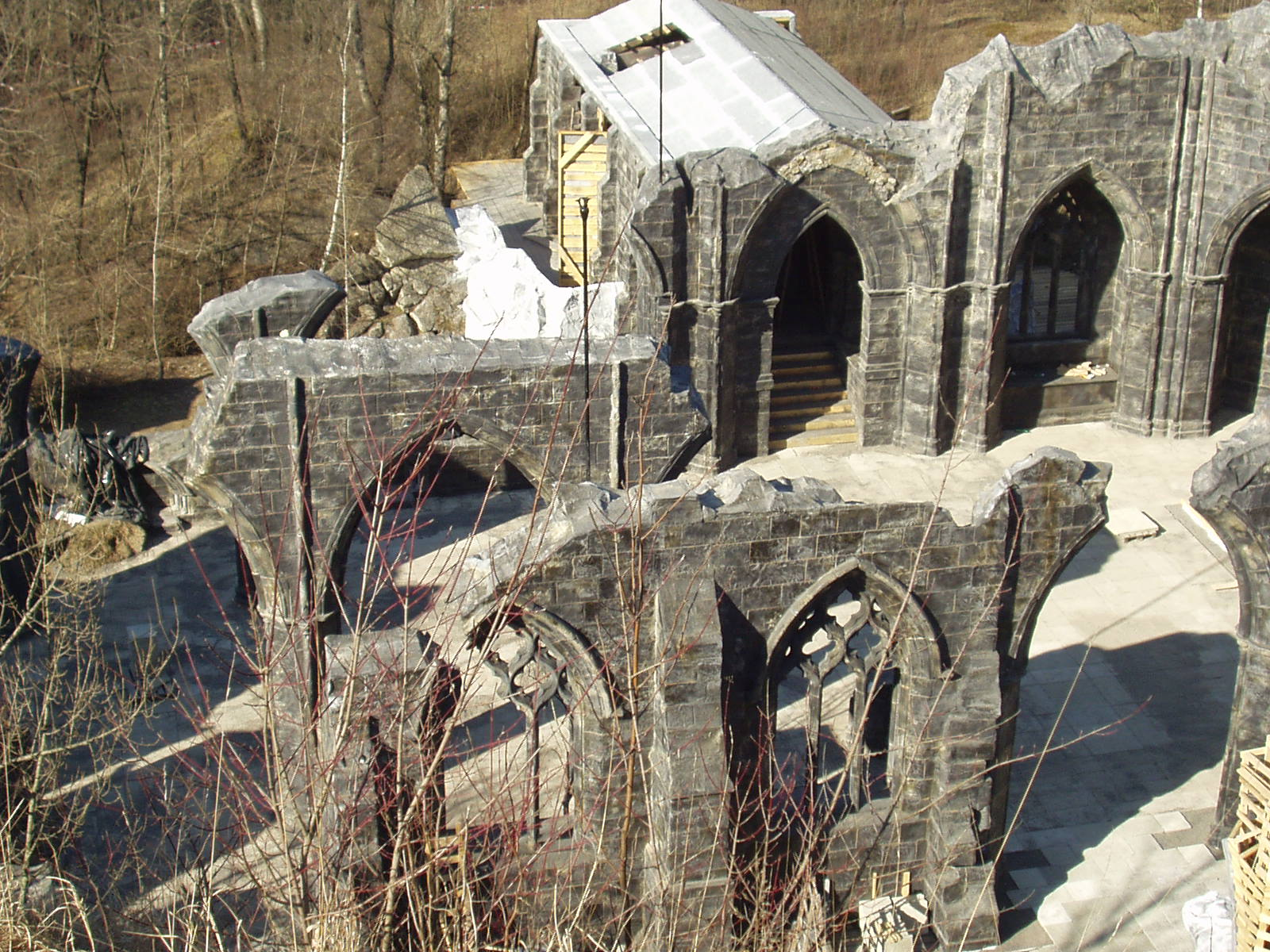
Detail

## Zasypaná štola
Při odchodu z lomu Vokounka dopravní štolou se v bezprostřední blízkosti východu ze štoly poněkud nalevo nacházejí ruiny obvodových zdí malé obdélní budovy. Pokud se po opuštění lomu Vokounka vydá turista nalevo západním směrem pěší cestou podél severní hrany lomu (jako směrem k Řeporyjím) narazí po asi 60 až 100 metrech chůze cestou mezi nálety na vstupní portál „zasypané štoly“. Ta by nejspíš (dle polohy) dnes (rok 2023) již nevedla do lomu Vokounka, ale spíše do lomu Požáry II. Od této zasypané štoly jakož i od výstupního portálu dopravní štoly Vokounky jsou přes železniční trať k dispozici zajímavé pohledy na ruiny vápenky Biskup, Kvis a Kotrba.[zdroj?]

Ruina u vchodu Vokounky, zasypaná štola, ruiny vápenky Biskup, Kvis a Kotrba
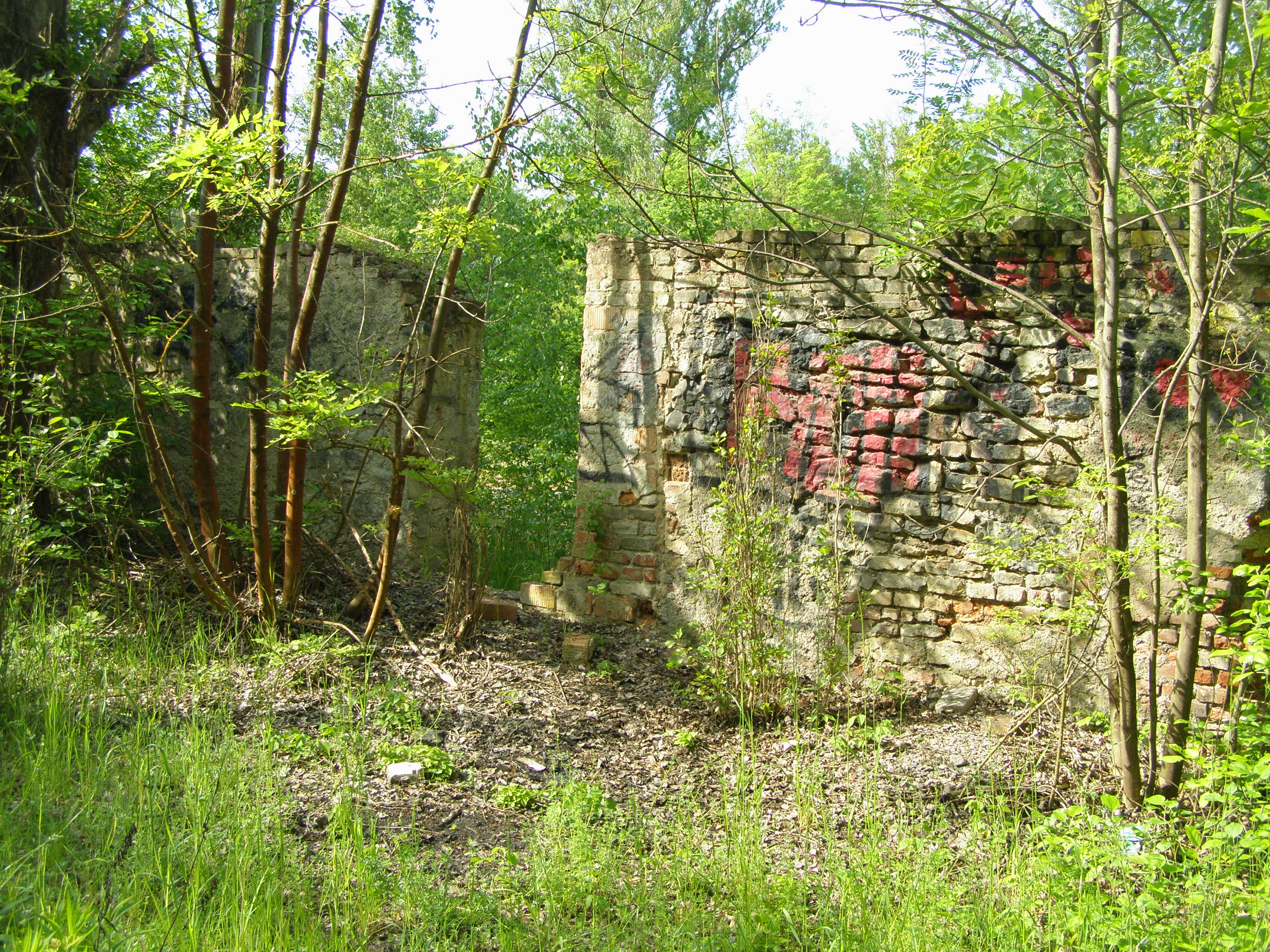
Ruiny domku před transportním tunelem
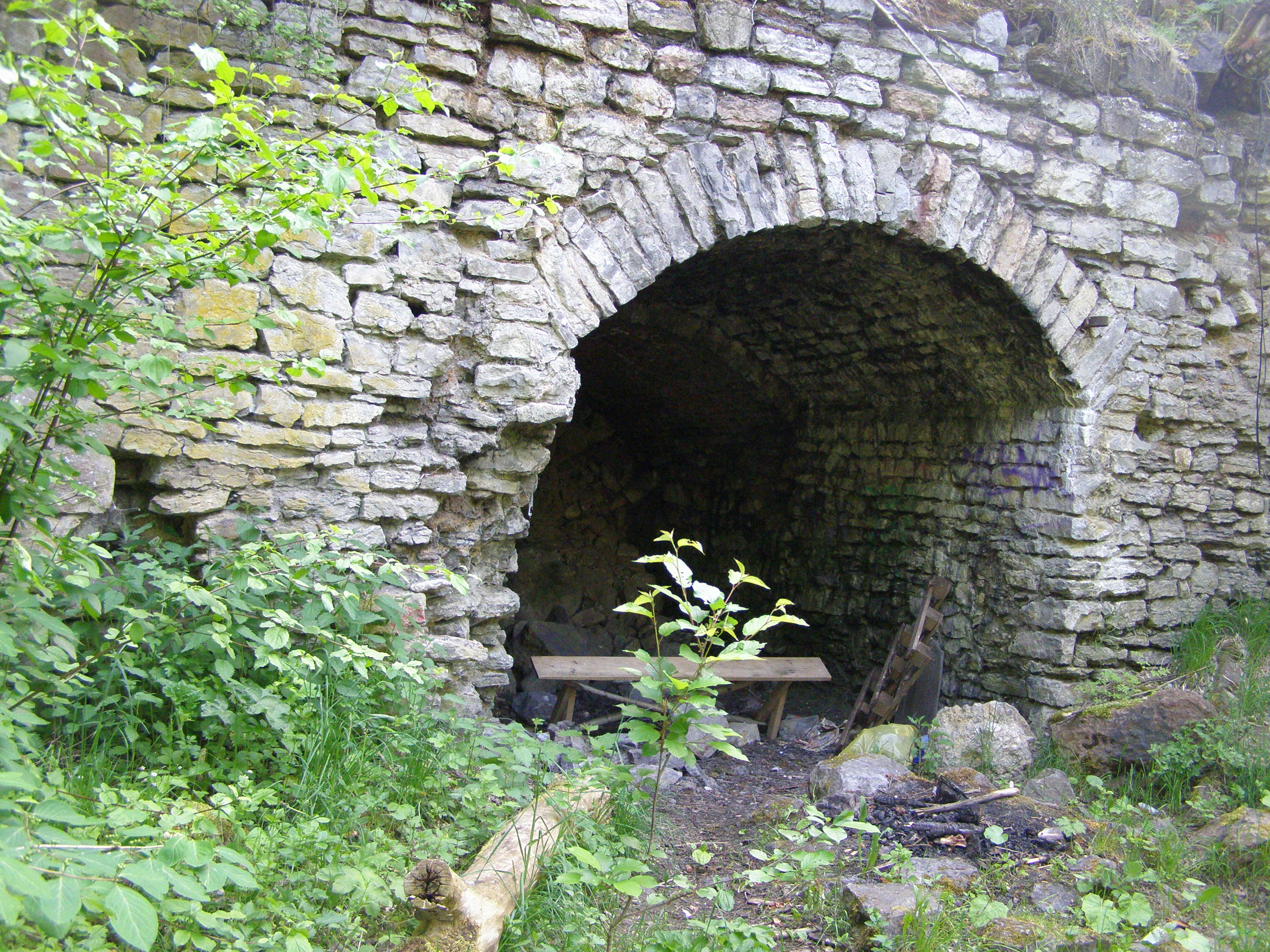
Zasypaná štola poblíž transportního tunelu
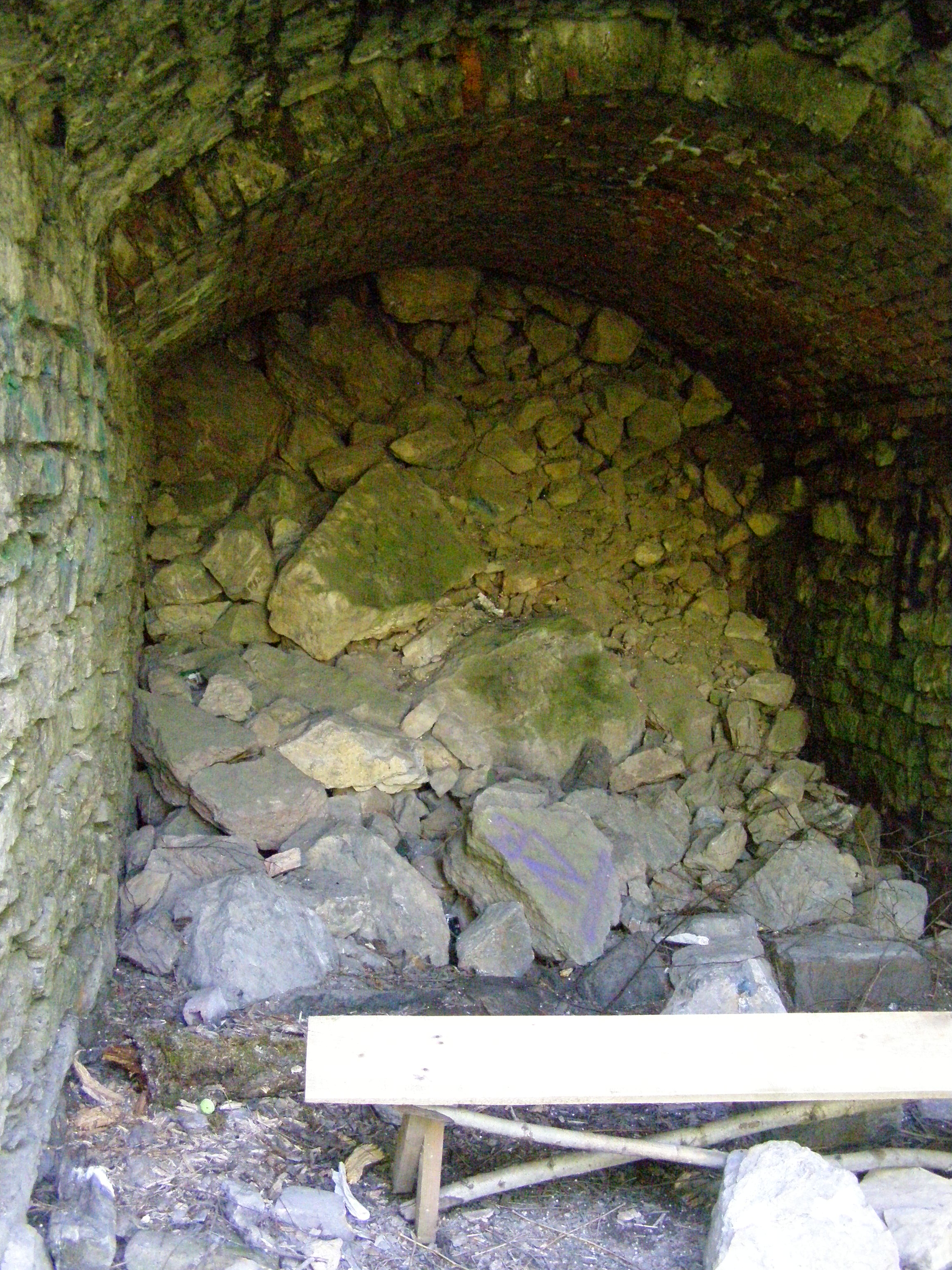
Zasypaná štola poblíž transportního tunelu
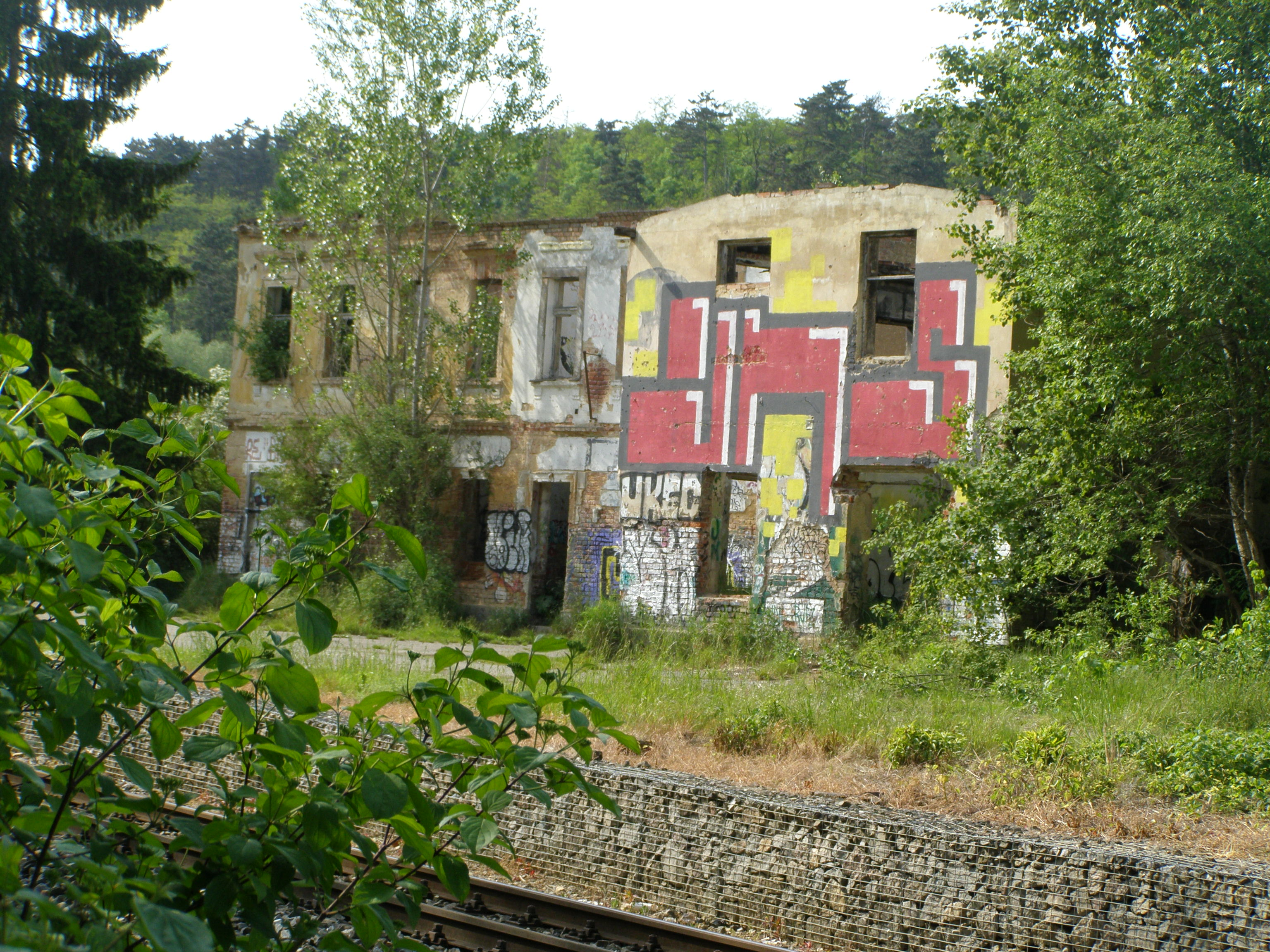
Ruiny vápenky (pohled od zasypané štoly)
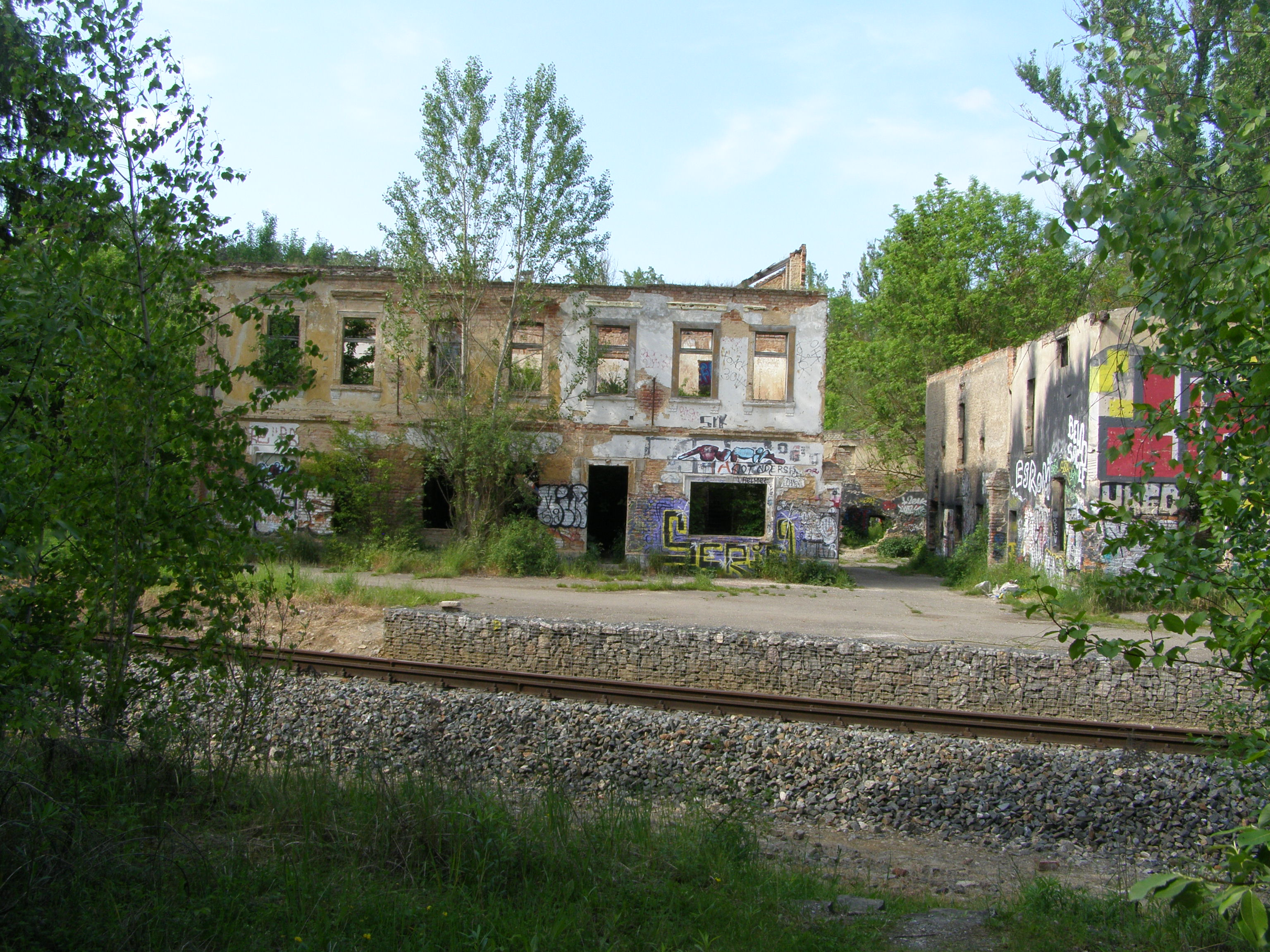
Ruiny vápenky (pohled od transportního tunelu)